# Evenkita
L'evenkita és un mineral que pertany a la classe de les substàncies orgàniques. Rep el nom del districte rus d'Evènkia, on va ser descoberta l'any 1953.

## Característiques
Químicament és un hidrocarbonat del tipus cera de parafina, coneguda en la indústria química amb el nom de tetracosà. Cristal·litza en el sistema ortoròmbic formant cristalls tabulars pseudohexagonals. També s'hi pot trobar de manera granular i disseminada. És un mineral molt tou, sent la seva duresa a l'escala de Mohs d'1, el valor absolut més baix. Aparentment és idèntica a la hatchettita.
Segons la classificació de Nickel-Strunz, l'evenkita pertany a «10.BA: Hidrocarburs» juntament amb els següents minerals: fichtelita, hartita, dinita, idrialita, kratochvilita, carpathita, filloretina, ravatita i simonel·lita.

## Formació i jaciments
Apareix en filons de quars tallant roques de lava vesicular. Pot trobar-se en l'interior de geodes de quars, soldada a aquestes. Sol trobar-se associada a altres minerals com: quars, calcedònia, pirita, pirrotina, esfalerita, galena, calcopirita o calcita.
També se n'ha trobat a Dubnik i Mernik (República Txeca). És un mineral semblant a l'ambre.